# Mały Kołowy Szczyt

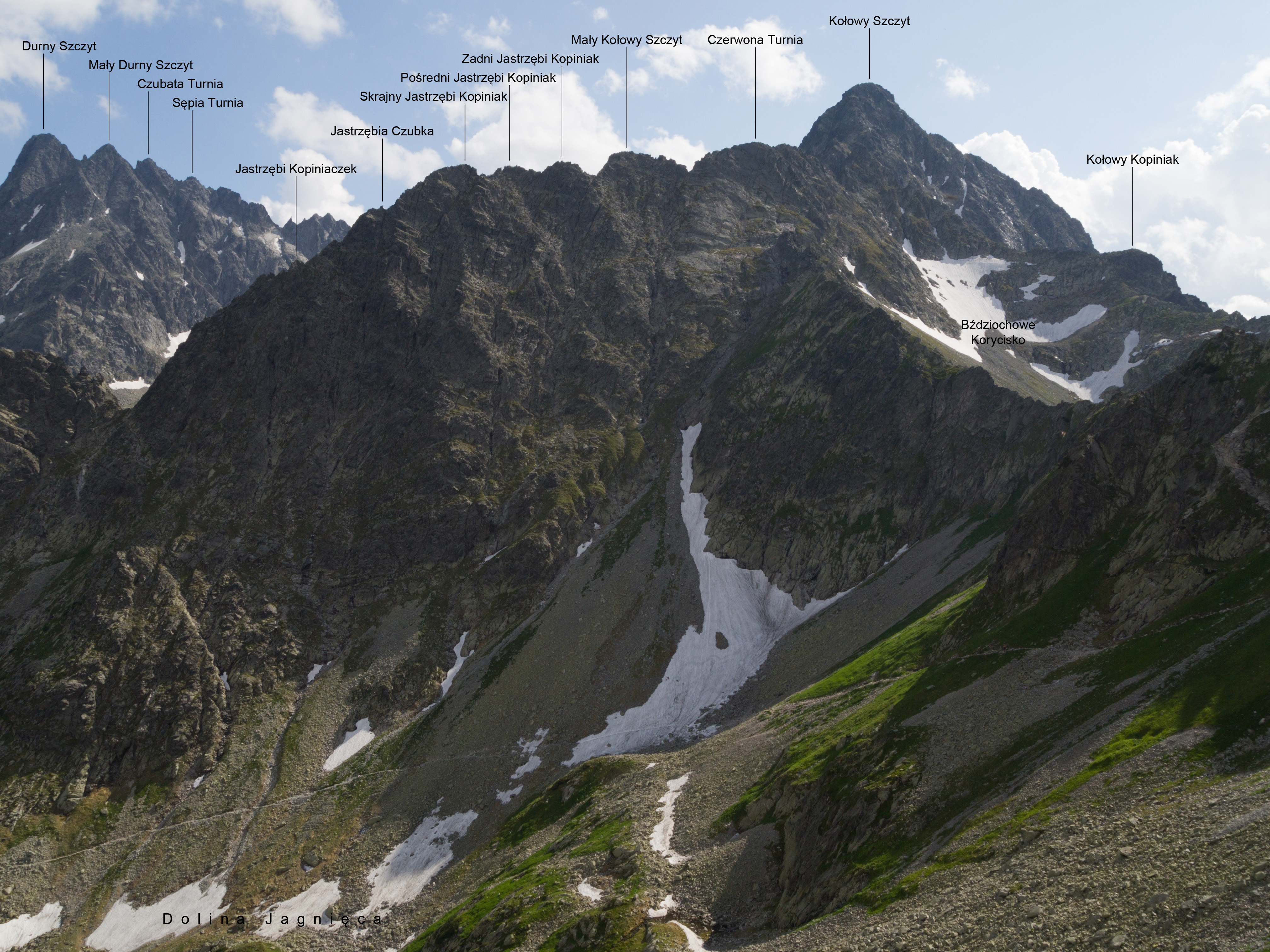
Mały Kołowy Szczyt pośrodku – widok z Koziej Grani

Mały Kołowy Szczyt (słow. Malý Kolový štít, niem. Englischspitze, węg. Englisch-csúcs) – szczyt w słowackiej części Tatr Wysokich o wysokości 2276 m. Jest pierwszym od zachodu wierzchołkiem Jastrzębiej Grani (Karbunkulový hrebeň), odchodzącej w kierunku wschodnim od znajdującej się w grani głównej Tatr Wysokich Czerwonej Turni (Belasá veža). Mały Kołowy Szczyt oddzielony jest od Czerwonej Turni Czerwoną Przełączką (Belasé sedlo), a od Zadniego Jastrzębiego Kopiniaka (Zadný kopiniak) na wschodzie – pierwszego od zachodu z Jastrzębich Kopiniaków – Zadnim Jastrzębim Karbem (Zadná karbunkulová štrbina). Mały Kołowy Szczyt jest najwyższym wzniesieniem w całej Jastrzębiej Grani.
Jastrzębia Grań rozdziela należące do systemu Doliny Kieżmarskiej (dolina Bielej vody Kežmarskej) Dolinę Jagnięcą (Červená dolina) na północy i Dolinę Jastrzębią (Malá Zmrzlá dolina) na południu. Ściana północna ma bogatą rzeźbę i pokryta jest piargami, trawami i rumowiskami. Inny charakter ma ściana południowa, zaliczana do najpotężniejszych tatrzańskich krzesanic. Ma ona ponad 200 m wysokości, a od prawej do lewej (patrząc od dołu) wyróżnia się w niej następujące formacje:
- prawy filar ponad Pośrednią Kopiniakową Drabiną,
- prawą depresję ponad lewą częścią Pośredniej Kopiniakowej Drabiny,
- środkową depresję ponad środkowymi partiami Niżniej Kopiniakowej Drabiny,
- środkowy filar ponad górnymi partiami Niżniej Kopiniakowej Drabiny, kulminujący w wierzchołku,
- lewą depresję ciągnącą się od lewego końca Niżniej Kopiniakowej Drabiny do siodła w zachodniej grani szczytu,
- lewy filar pnący się od wylotu rynny zbiegającej z Czerwonej Przełączki do garbu w zachodniej grani szczytu.

Od prawej strony podnóża pną się w południowej ścianie masywu ukośnie w lewo Niżnia Kopiniakowa Drabina oraz Pośrednia Kopiniakowa Drabina.
Na Mały Kołowy Szczyt, podobnie jak na inne obiekty w Jastrzębiej Grani, nie prowadzą żadne znakowane szlaki turystyczne. Najdogodniejsze drogi dla taterników wiodą na szczyt z obu stron grani oraz z Doliny Jagnięcej (0+ do I w skali UIAA). Z dróg biegnących ścianą południową najłatwiejsza biegnie prawym filarem i jest nadzwyczaj trudna (V). Ukosem przez tę ścianę wiedzie droga Motyki (VI–), według Witolda Henryka Paryskiego jedna z najwspanialszych dróg klasycznych w Tatrach. Szczyt nie bywa odwiedzany przez turystów. Z wierzchołka rozciąga się rozległy widok.
Pierwsze odnotowane wejście na Mały Kołowy Szczyt należy do Karola Englischa i jego matki Antoniny, którzy zdobyli go 18 lipca 1898 r. od północy w towarzystwie przewodników, Johanna Hunsdorfera seniora i Johanna Strompfa. Wyczyn ten został upamiętniony w języku węgierskim i niemieckim nazwaniem szczytu od nazwiska jego zdobywcy. Zimą pierwsi na szczycie byli Zofia Krókowska, Jadwiga Honowska i Jan Alfred Szczepański 5 kwietnia 1928 r. Trudne wejście ścianą południową należy do Stanisława Motyki, Rudolfa Damca, Wacława Konarzewskiego i Andrzeja Marusarza juniora (9 sierpnia 1938 r.).
Początkowo Mały Kołowy Szczyt był zaliczany do masywu Kołowego Szczytu i stąd pochodzi jego nazwa. Po nazewniczym wyodrębnieniu Małego Kołowego Szczytu włączano do szczytu bezimienne wówczas Jastrzębie Kopiniaki aż do Jastrzębiej Przełęczy.